# Hidrografía de Guatemala

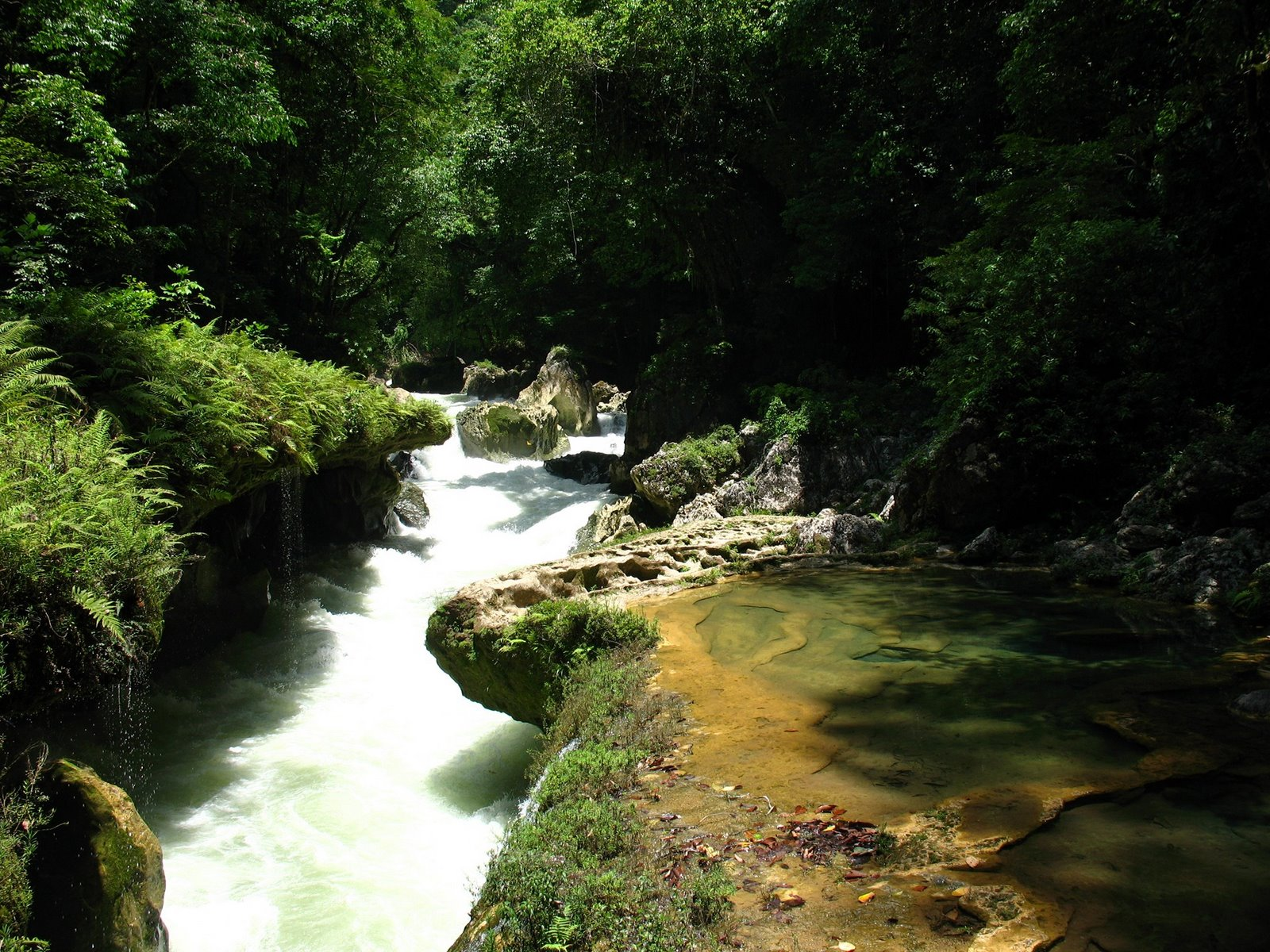
Río Cahabón, uno de los más importantes del país, a su paso por el Monumento Natural de Semuc Champey en el departamento de Alta Verapaz.

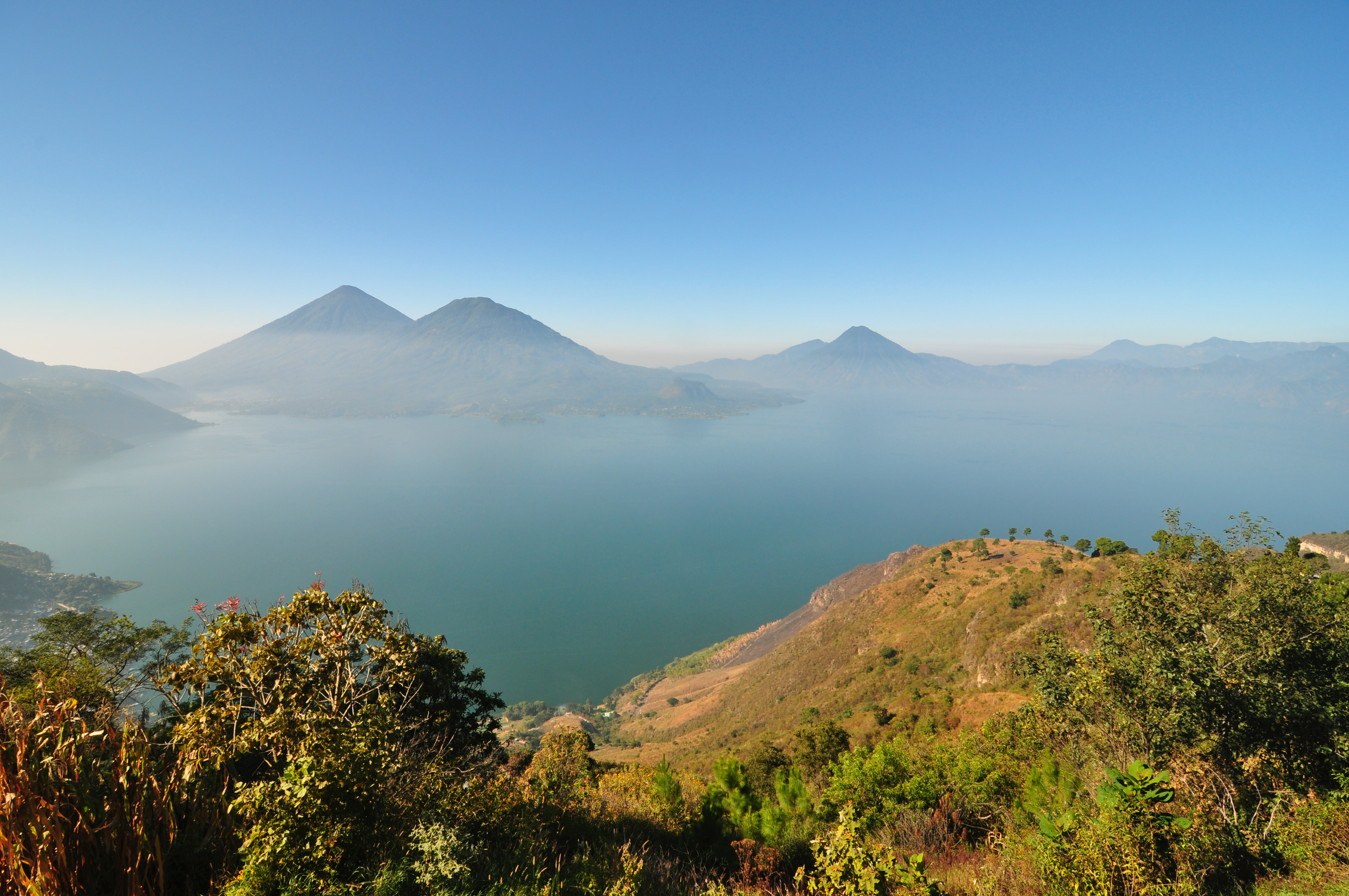
El lago de Atitlán es un importante recurso hídrico de Guatemala.

Los sistemas montañosos determinan las grandes regiones hidrográficas del país:
- vertiente del océano Pacífico (con un litoral costero de 254 km),[1] con ríos que se caracterizan por ser cortos, de curso rápido e impetuoso; son ríos fronterizos el río Suchiate (frontera natural con México, a la altura del departamento de San Marcos) y el río Paz (frontera con El Salvador, a la altura del departamento de Jutiapa).

- vertiente del Atlántico, que a su vez se divide en dos subvertientes:

- la del mar Caribe, toda ella en el golfo de Honduras (con un litoral costero de 148 km), con ríos extensos y profundos, propios para la navegación y la pesca —como el río Motagua o río Grande y el río Dulce, desagüe natural del lago de Izabal— y ríos no navegables,  como el Polochic y el Sarstún (frontera con Belice).
- la del golfo de México que drena a través de la península de Yucatán por territorio mexicano, en la que sobresalen el río La Pasión y el río Chixoy o Negro, donde se ha construido la Hidroeléctrica Chixoy, que provee el 30 % de la electricidad consumida por los guatemaltecos, y donde se ha planificado la construcción de la Hidroeléctrica Xalalá, ahora en licitación. Estos ríos son afluentes del río Usumacinta, el río más largo y caudaloso de Centroamérica, y frontera natural entre Guatemala (departamento de Petén) y México (Chiapas).

Guatemala tiene numerosos lagos y lagunas, muchos de origen volcánico, como el espléndido lago de Atitlán, y el Amatitlán, con manantiales de aguas sulfurosas a altas temperaturas. De origen fluvial destacan el lago Petén Itzá, que tiene varias islas, y en una de ellas se asienta la isla de la ciudad de Flores, y el lago de Izabal, el mayor del país, que drena en el golfo de Honduras a través del río Dulce.
La variabilidad del país en diferentes pisos altitudinales conduce a la variabilidad de climas, fisiografía y suelos, los cuales constituyen factores importantes en la diversidad de hábitats y ecosistemas y por ello en el tipo y variación de vegetación y fauna; ello explica la diversidad de cultivos que pueden producirse y las diferentes formas biológicas susceptibles de ser aprovechadas.
Los recursos hídricos son abundantes si se considera la disponibilidad de agua por habitante, aunque se producen períodos de escasez en determinadas épocas del año, y en determinadas localidades. Debido a su posición geográfica, Guatemala se encuentra en el tránsito de los vientos húmedos que se originan en el mar Caribe y en el océano Pacífico; y por su cercanía con las fuentes de humedad, la precipitación en el país es abundante en las laderas de las montañas expuestas al tránsito de tales vientos. Por ello, el país cuenta, globalmente, con una cantidad significativa de agua que supera sus necesidades: la disponibilidad anual se calcula en 97 120 hm³, lo que equivale, para la población de 2009 de 13.2 millones de personas, a una media de más de 20 m³/día y habitante.

## Regiones hidrográficas
El país tiene 3 grandes vertientes hidrográficas que se estructuran en 38 cuencas fluviales, además de tener 194 cuerpos de agua continentales, —7 lagos, 49 lagunas, 109 lagunetas, 19 lagunas costeras, 3 lagunas temporales y 7 embalses— que se distribuyen en 18 de los 22 departamentos del país y que comprenden una superficie de 1067 km². 

#### Vertiente del océano Pacífico

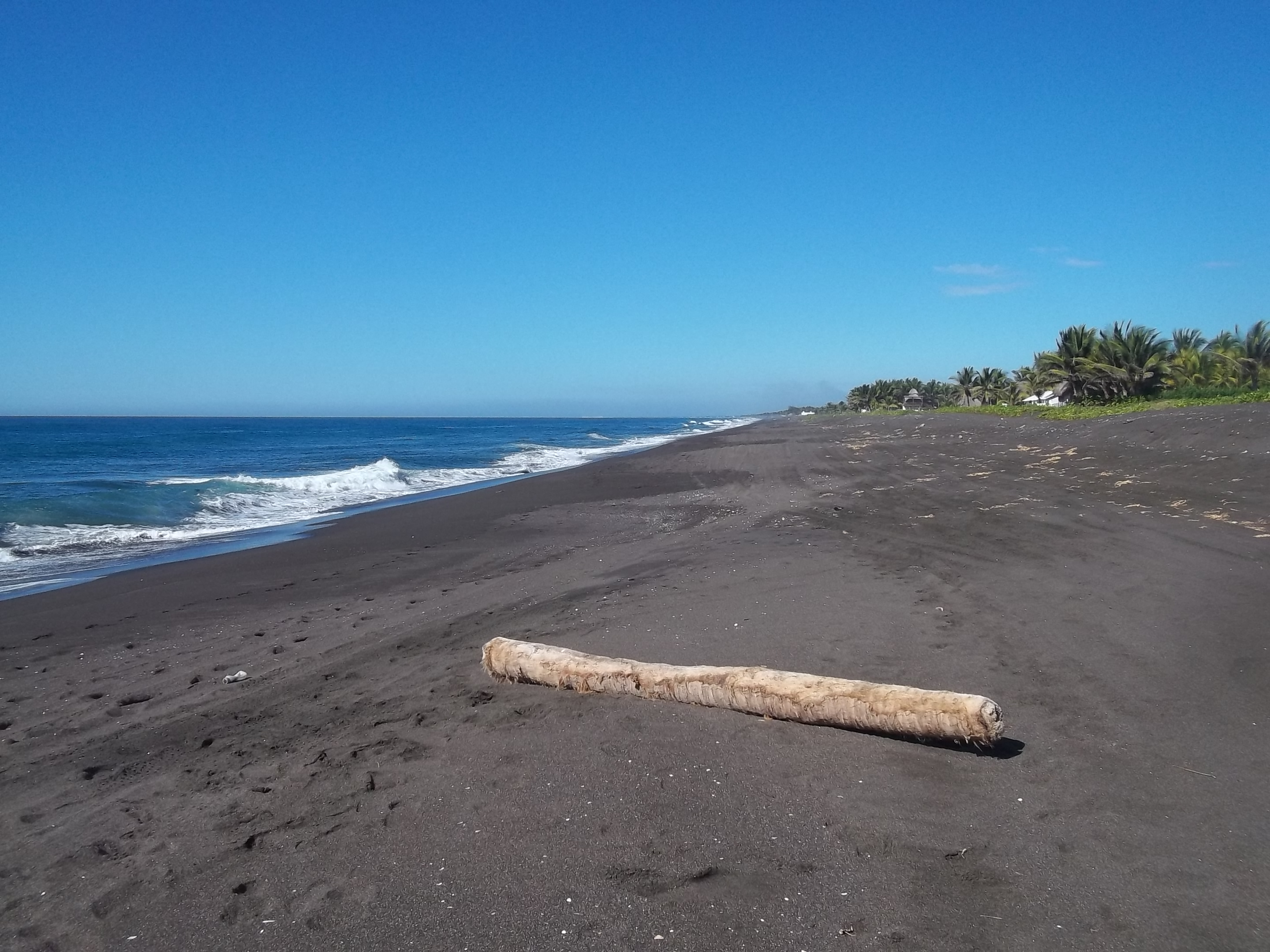
Playa de Monterrico, las playas de arena negra de origen volcánico en Guatemala, ubicadas en la costa del Pacífico.

Los ríos de esta vertiente son cortos (110 km en promedio), se originan a una altura media de 3000 m s. n. m. y presentan pendientes fuertes en las partes altas de las cuencas (> de 32%), cambiando bruscamente a pendientes mínimas en la planicie costera, lo que genera grandes zonas susceptibles de inundación en la parte baja al producirse crecidas instantáneas de gran magnitud y corta duración. Asimismo estos ríos, durante el período lluvioso y al sucederse erupciones volcánicas en los volcanes activos en el límite norte de la vertiente, pueden acarrear lahares que provocan inestabilidad de los cauces e inundaciones en las partes bajas. La Vertiente del Pacífico, en Guatemala, ocupa el 25% del país.
El rango de las precipitaciones se encuentra entre los 1500−4500 mm anuales, en el sector oeste-este de la vertiente, siendo inferiores en el sector este y mayores hacia el oeste; mientras que el rango para el sector norte-sur de la vertiente se encuentra entre 700−1500 mm anuales, siendo inferiores los valores en la parte costera y aumentando conforme las elevaciones. A partir de estas informaciones se estima un volumen de escorrentía de 25 500 hm³/año.
Los ríos más destacados de esta vertiente son:  Coatán (nace en Guatemala y entra en México), Suchiate (sirve de frontera con México), Naranjo, Ocosito, Samalá, Sisican, Nahualate, Madre Vieja, Coyolate, Acome, Achiguate, María Linda, Paso Hondo —que de las sierras de Guatemala, forma la frontera entre México y Belicey desemboca en la bahía de Chetumal—, Los Esclavos, Paz y Ostua-Guija (nacen en Guatemala y entran a El Salvador) y Olopa, que sirve de frontera con El Salvador.

### Vertiente del mar Caribe (océano Atlántico)

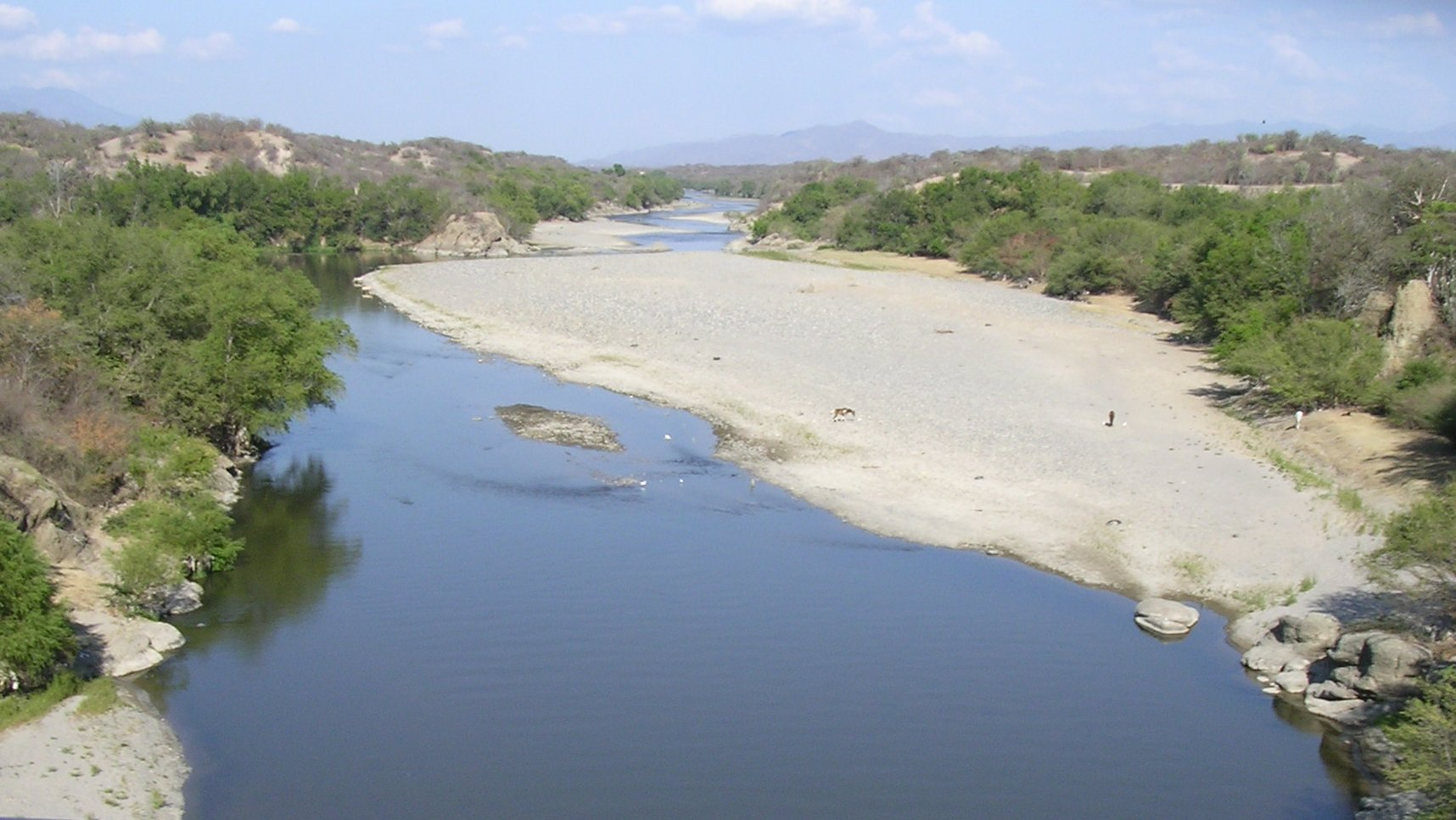
El río Motagua es uno de los principales ríos del país.

En esta vertiente la longitud de los ríos es mucho mayor e incluye el río más largo del país, el río Motagua con 486,5 km de longitud. Las pendientes son más suaves y su desarrollo es menos brusco, ya que en la parte montañosa los ríos corren sobre grandes barrancas y cañones. Las crecidas son de mayor duración y los tiempos de propagación son también mayores. Los caudales son más constantes durante todo el año. La vertiente del Caribe drena aproximadamente el 35% del país. Por las condiciones para la navegación, en esta vertiente están los principales ríos navegables, como el Sarstún, el Polochic y el del lago de Izabal, el río Dulce. 
Respecto a la precipitación, esta vertiente en su sector sur contiene las zonas semiáridas del país donde las precipitaciones para algunas zonas de Zacapa, Chiquimula y El Progreso presentan valores de precipitación anuales menores de 500 mm, en contraste con el sector centro-este en el departamento de Izabal donde el rango anual de precipitaciones se encuentra entre los 1500−4000 mm y el sector centro-norte mantiene un rango de precipitación anual entre los 1000−2500 mm. A partir de las precipitaciones presentadas, el volumen de escorrentía se estima en 31 900 hm³/año.
Los ríos más destacados de esta vertiente son: Zacapa; Motagua; Dulce; Polochic; Cahabón; Sarstún; Mopán, Hondo; Moho; y Temash.

### Vertiente del golfo de México (océano Atlántico)

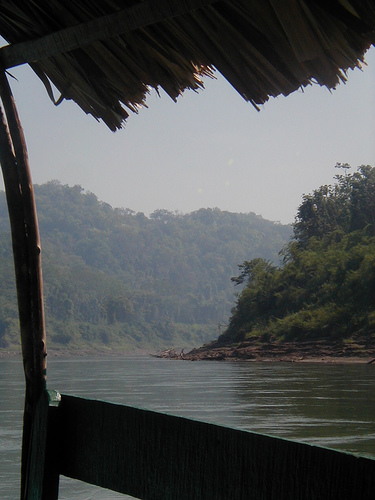
El río Usumacinta, en la frontera entre México y Guatemala.

Al igual que los ríos de la vertiente del Caribe, los ríos de esta vertiente son de gran longitud, encontrándose los ríos más caudalosos del país como el Usumacinta, el Chixoy y La Pasión. Las crecidas son de larga duración, los cauces son relativamente estables y los recorridos más sinuosos, dado que las pendientes son relativamente suaves en comparación a las otras vertientes. Esta vertiente es la mayor de Guatemala y drena aproximadamente el 40%  del país. 
Para esta vertiente la precipitación anual para el sector norte, comprendido entre el norte del departamento de Alta Verapaz y el límite norte del de Petén, se encuentra entre los 1000−2500 mm; mientras que el sector centro-oeste varía entre 600 mm en las cumbres montañosas de los departamentos de Huehuetenango, Totonicapán, Quiché y Baja Verapaz, y alcanza los 5550 mm anuales en regiones al norte de Huehuetenango, Quiché y Alta Verapaz principalmente; por lo que el volumen de escorrentía se estima en 43 300 hm³/año.
Hay una consistencia en la ocurrencia de inundaciones basadas en la pendiente del área afectada, ya que un 82.4% de los eventos ocurren en áreas con pendientes menores al 8%. La vertiente del Pacífico presenta la mayor ocurrencia de eventos (60%), seguida por la vertiente del Caribe con un 36% y el 4% restante ocurre en la vertiente del golfo de México. La mayor cantidad de inundaciones ocurren en la segunda mitad del invierno (el 65.6% entre los meses de agosto y noviembre), siendo las cuencas más afectadas las de los ríos María Linda, Motagua, Achiguate y Coyolate.
Los ríos más destacados de esta vertiente son: Cuilco; Seleguá; Nentón; Pojom; Ixcán; Xaclbal; Salinas; La Pasión; Usumacinta y San Pedro. El río Lempa, que nace en las sierras del Departamento de Chiquimula en Guatemala, es uno de los más largos de América Central.

## Las aguas subterráneas
El agua procedente de pozos y de fuentes constituye un recurso esencial y a la vez grande de suministro para el consumo. El agua proveniente de pozos y de vertientes se usa para propósitos agrícolas, industriales, públicos y privados. Sin embargo, la disponibilidad de agua subterránea es altamente variable. El continuo acceso a esta y el desarrollo de suministros de agua subterránea confiables y seguros son asuntos importantes que involucran al gobierno de Guatemala así como también a muchas organizaciones internacionales y privadas.
El agua subterránea es generalmente abundante en los acuíferos sedimentarios que atraviesan las planicies, valles y tierras bajas del país. Sin embargo, en las áreas montañosas la disponibilidad de agua varía considerablemente de localmente abundante a inadecuada para su uso. Los dos acuíferos más productivos son el aluvial de la planicie costera del Pacífico y el cárstico de piedra caliza que se extiende por debajo de la sierra de los Cuchumatanes, sierra de Chama y las tierras bajas de Petén. Otros acuíferos más pequeños son importantes localmente.
Las montañas de Guatemala tienen muchos tipos de acuíferos, incluyendo acuíferos cársticos y de piedra caliza fracturados; acuíferos volcánicos piroclásticos y con depósitos de lava, permeables sedimentarios, ígneos y metamórficos. Las planicies aluviales, valles y tierras bajas constituyen el 50% pero contienen aproximadamente el 70% de las reservas de agua subterránea disponibles.
Las áreas aluviales constituyen aproximadamente el 20% del país y tienen aproximadamente el 40% de las reservas de agua subterránea disponible. Las áreas que contienen acuíferos cársticos y de piedra caliza fracturada constituyen aproximadamente el 30% y se estima que contienen el 30% de las reservas subterráneas disponibles. 
Las áreas que contienen acuíferos formados de depósitos volcánicos piroclásticos y flujos de lava constituyen el 20% del país y contienen aproximadamente el 20% de las reservas de agua subterránea disponibles. Los acuíferos que tienen una permeabilidad pobre constituyen aproximadamente el 30% del país y más o menos 10% de las reservas de agua subterránea disponibles.

### Regiones hidrogeológicas
El país puede ser dividido en cuatro regiones hidrogeológicas: 
- las llanuras aluviales cuaternarias de la costa meridional, que se considera son las formaciones con mayor potencial de aguas subterráneas;
- el altiplano volcánico de rocas terciarias y cuaternarias, con depresiones tectónicas rellenas con depósitos piroclásticos, que forman el altiplano, con un potencial de ocurrencia de aguas subterráneas a profundidades relativamente grandes;
- la cadena montañosa de tierras altas cristalinas, de rocas ígneas graníticas y metamórficas, que es la formación con menor ocurrencia de aguas subterráneas del país; y,
- la región sedimentaria del Norte de rocas calizas del cretácico karstificadas, donde el agua subterránea ocurre en conductos kársticos, y que a pesar de su importancia, su dinámica ha sido poco estudiada6. La disponibilidad anual de agua subterránea renovable se estima en 33 699 millones de metros cúbicos, cantidad incluida en la disponibilidad total de 97 120 hm³/año arriba mencionada.

A pesar de la disponibilidad anual de agua superficial y subterránea, evidencias físicas tales como ríos secos en la costa sur y lagos en proceso de desaparición en el sur-oriente, además del incremento de las demandas de la población por un mejor servicio de agua potable, especialmente en el área metropolitana de la Ciudad de Guatemala, y los crecientes conflictos por el uso del agua en varios puntos del país, indican que existen zonas y períodos con importantes déficit
Por otra parte, la distribución espacial de la lluvia es muy irregular y la disponibilidad natural del agua no coincide exactamente con las demandas. Las laderas de las montañas expuestas al tránsito de los vientos húmedos reciben las mayores cantidades de lluvia, sin embargo, las áreas menos expuestas como el altiplano, reciben cantidades de lluvia apreciablemente menores, destacando el oriente donde la lluvia es la menor en el país. En las regiones localizadas en las partes altas de las cuencas y que reciben menor precipitación, la ocurrencia de agua como flujo superficial es menor y es ahí en donde precisamente se asienta la mayor cantidad de población del país, como el caso del Área Metropolitana de Guatemala, de las 10 cabeceras departamentales más pobladas y de más de 130 cabeceras municipales.
Según sea su rendimiento en litros/segundo/km², se pueden ordenar:
- más de 100: cuencas del lago de Izabal (Cahabón, Polochic y río Dulce) en la vertiente del Caribe;

- entre 80 y 100: cuencas de los ríos Ixcán (golfo de México) y Sarstún (Caribe);

- entre 60 y 80: cuencas del río Suchiate (vertiente del Pacífico), y Xaclbal (golfo de México);

- entre 20 y 40: cuencas de los ríos Coatán, Naranjo, Ocosito, Samalá, Sis/Icán, Nahualate, Madre Vieja, Coyolate, Acomé, María Linda (vertiente del Pacífico), del Chixoy, La Pasión y Usumacinta (golfo de México) y del Moho y Motagua (vertiente del Caribe);

- menos de 20: el resto de cuencas del país: ríos Ostúa, Paz, Los Esclavos, Paso Hondo (vertiente del Pacífico); Cuilco, Selegua, Nentón, Pocom y San Pedro (golfo de México); y Hondo, Mopán y Grande de Zacapa (mar Caribe).